# Dystrykt Antananarivo Avaradrano
Antananarivo Avaradrano – dystrykt Madagaskaru z siedzibą w Antananarywie, wchodzący w skład regionu Analamanga. Według spisu z 2018 roku liczy 449,6 tys. mieszkańców.

## Podział administracyjny
W skład dystryktu wchodzi 12 gmin (kaominina):
- Alasora
- Ambohimalaza Miray
- Ambohimanambola
- Ambohimanga Rova
- Ambohimangakely
- Anjeva Gara
- Ankadikely Ilafy
- Ankadinandriana
- Fieferana
- Masindray
- Sabotsy Namehana
- Talatavolonondry